# Вартофский, Маркс
Маркс В. Варто́фский (англ. Marx W. Wartofsky, 5 августа 1928 — 4 марта 1997, Нью-Йорк, США) — американский философ, специалист по исторической эпистемологии. Создатель фундаментальной концепции моделирования. Ввёл понятие «модельное отношение» — то есть, отношения, в которое вступают моделируемое и моделирующее.

## Биография
В 1945 окончил Высшую школу музыки и искусств в Нью-Йорке. В 1952 году окончил Колумбийский университет, где получил бакалавра, магистра и доктора философии. С 1957 года — профессор и с 1967 года заведующий кафедрой философии Бостонского университета. Был профессором философии Барухского колледжа и Городского университета Нью-Йорка.
Редактор ряда философских журналов и сборников, включая The Philosophical Forum, который основал в 1970 году. В 1963 году вместе с Робертом С. Коэном Маркс Вартофский стал соредактором серии «Бостонские исследования по философии науки» (англ. Boston Studies in the Philosophy of Science) и создателем Центра философии и истории науки Бостонского университета.
Умер 10 марта 1997 года от сердечного приступа.

## Научная деятельность
Свою философско-методологическую концепцию, получившую название «историческая эпистемология», Вартофский создал, основываясь на принципах моделирования и исторического подхода к истине на уровнях индивида и социума. Он полагал, что объяснение того, каким образом человек получает знания, должно принимать по внимание, что способы познания становятся иными, как только происходит изменение форм социальной и технологической практики, как и форм социальной организации. В основу своей концепции Вартсофски положил большой историко-философский материал. В частности, опираясь на генетическую эпистемологию Пиаже, он рассмотрел теоретико-познавательное значение практики как общественного процесса. Ещё в 1960-е годы одним из первых в мировой философской литературе Вартофский ввёл в научный оборот фундаментальное понятие «модельного отношения», представляющее собой отношение, в которое вступают моделируемое и моделирующее. Благодаря этому он создал фундаментальную концепцию моделирования. Вартофский рассматривал модель в качестве преднамеренно создаваемого артефакта, который в свою очередь толковал как всё то, что люди создают посредством преобразования природы и самих себя (формы взаимодействия и социальной организации, навыки труда, программы технологий и язык) и считал, что модель имеет статус промежуточной сущности. Вартофский указывал на то, что модель является не просто копией некоторого состояния системы, но представляет собой предполагаемую форму деятельности, так называемую «репрезентацию будущей практики».
Историко-философские работы Вартофского отличаются стремлением к вычленению современного значения классических философских идей. Он был противником рассмотрения классической философии в качестве донаучной философской метафизики и раскрывал её значимость с целью слияния воедино всех форм духовной культуры.

## Семья
Вторая жена — философ Кэрол Гульд. Сын — Майкл А. Гульд-Вартофский (англ. Michael A. Gould-Wartofsky), бакалавр гуманитарных наук по государственному управлению Гарвардского университета, готовится к получению доктора философии в Нью-Йоркском университете; автор статей в The Nation, The Washington Post, Salon, Jacobin и TomDispatch; автор монографии «Захватчики: создание 99%-го движения» (англ. The Occupiers: The Making of the 99 Percent Movement) изданной Oxford University Press. Также имел двух сыновей от первого брака — Стива и Дэвида — и трёх внуков.

## Научные труды

### Монографии
- Wartofsky M. W. Denis Diderot and Ludwig Feuerbach: Studies in the Development of Materialist Monism. — Cambridge: Cambridge University Press, 1952. — 204 p.
- Wartofsky M. W. Conceptual Foundations of Scientific Thought: An Introduction to the Philosophy of Science. — Macmillan Company, 1968. — 560 p.
- Wartofsky M. W. Perception, Representation and the Forms of Action: Towards an Historical Epistemology. — Philosophical Society of Finland, 1976.
- Wartofsky M. W. Feuerbach. — Cambridge: Cambridge University Press, 1977. — 460 p. — ISBN 0-521-21257-X.
- Wartofsky M. W. Models: Representation and Scientific Understanding. — Springer Science & Business Media, 2012. — 398 p. (первое издание в 1979)

### На русском языке
- Вартофский М. Эвристическая роль метафизики в науке // Структура и развитие науки. Сборник переводов. — М., 1978. — С. 43—110.
- Вартофский М. Модели. Репрезентация и научное понимание / Пер. с англ. Общ. ред. и послесл. И. Б. Новика и В. Н. Садовского. — М.: Прогресс, 1988. — 507 с.